# Michail Iwanowitsch Tschigorin
Michail Iwanowitsch Tschigorin (russisch Михаил Иванович Чигорин, wiss. Transliteration Michail Ivanovič Čigorin; * 31. Oktoberjul. / 12. November 1850greg. in Gattschina; † 12. Januarjul. / 25. Januar 1908greg. in Lublin) war ein russischer Schachspieler und einer der führenden Schachmeister seiner Epoche. Er trug maßgeblich zur Ausbreitung des Schachs in Russland bei.

## Leben
Da Tschigorins Eltern schon früh verstarben, wuchs er in einem Waisenhaus auf, wo er auch das Schachspielen lernte. Mit 18 Jahren verließ er das Waisenhaus. Im Petersburger Schachcafe Domenika spielte er häufig erfolgreich um Geld. Gegen den Astronomen Viktor Knorre gewann er im Jahr 1874 eine Kurzpartie, die 1877 erstmals veröffentlicht und im 20. Jahrhundert sehr bekannt wurde. 1875 begegnete Tschigorin dem Schachmeister Szymon Winawer. Dieser veranlasste ihn, sich mit der Schachtheorie zu beschäftigen.
Im Jahre 1879 gewann er in einem Turnier in Petersburg die nationale russische Meisterschaft.
Sein Debüt auf der internationalen Schachbühne gab Tschigorin in dem Turnier von 1881 in Berlin, wo er hinter Joseph Henry Blackburne und Johannes Hermann Zukertort den geteilten dritten Platz erringen konnte. 1889 wurde er Erster beim 6. amerikanischen Schachkongress in New York, 1895 Zweiter in Hastings. 1898 beim 11. DSB-Kongress in Köln wurde er zusammen mit Wilhelm Cohn und Rudolf Charousek geteilter Zweiter hinter Amos Burn.

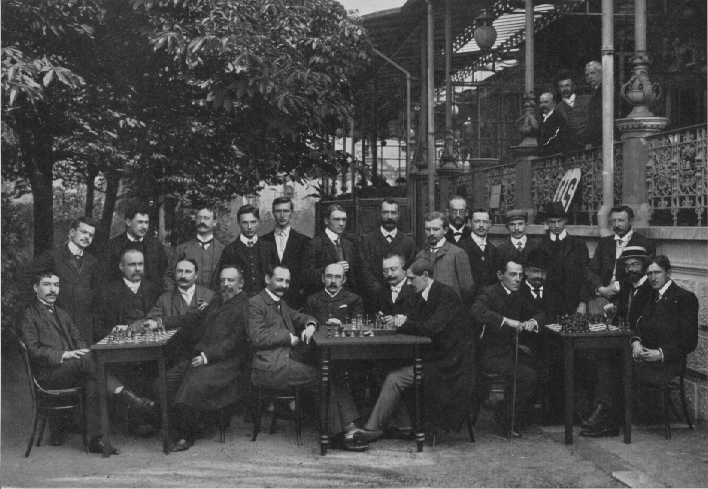
Tschigorin (sitzend, 4. von links) bei seinem letzten Turnier in Karlsbad 1907

Berühmt geworden sind zwei Partien zwischen Wilhelm Steinitz und Tschigorin, welche die Meister zur Klärung von eröffnungstheoretischen Kontroversen 1891 per Telegraph zwischen Russland und den Vereinigten Staaten austrugen. Beide Partien entschied Tschigorin für sich. Steinitz soll wegen der unverständlichen Funksprüche sogar der Spionage verdächtigt worden sein.
In zwei längeren Wettkämpfen, bei denen es um den Titel des Weltmeisters ging, konnte sich Tschigorin gegen das nüchterne, wissenschaftliche Spiel von Steinitz jedoch letztlich nicht durchsetzen. Im ersten Wettkampf vom 20. Januar bis zum 24. Februar 1889 in Havanna verlor er 6,5:10,5 (sechs Siege, zehn Niederlagen und ein Remis), und im zweiten Wettkampf vom 1. Januar bis zum 28. Februar 1892, ebenfalls in Havanna, musste er sich dem Weltmeister mit 10,5:12,5 (acht Siege, zehn Niederlagen und fünf Remis) geschlagen geben.
Zwischendurch organisierte er in seiner Heimat Schachturniere, spielte einige Fernpartien, gab eine russische Schachzeitschrift heraus und schrieb Schachkolumnen für Tageszeitungen.
Sein letztes Turnier spielte Tschigorin nur wenige Monate vor seinem Tod in Karlsbad 1907, bei dem er krankheitsbedingt den 17. Platz einnahm.

## Bedeutung für das Schach
Wegen seines erfindungsreichen Kombinationsspiels galt er als Vorläufer der sowjetischen Schachschule. Tschigorin war einer der größten Eröffnungstheoretiker des 19. Jahrhunderts, und nach ihm sind viele Eröffnungsvarianten benannt: unter anderem eine Variante des Damengambits, die Tschigorin-Verteidigung, 1. d2–d4 d7–d5 2. c2–c4 Sb8–c6; das Tschigorin-System in der Spanischen Partie: 1. e2–e4 e7–e5 2. Sg1–f3 Sb8–c6 3. Lf1–b5 a7–a6 4. Lb5–a4 Sg8–f6 5. 0–0 Lf8–e7 6. Tf1–e1 b7–b5 7. La4–b3 d7–d6 8. c2–c3 Sc6–a5 (bzw. 8. … 0–0 9. h2–h3 Sc6–a5) und die Tschigorin-Variante in der Französischen Verteidigung: 1. e2–e4 e7–e6 2. Dd1–e2.
Seine beste historische Elo-Zahl erreichte er 1895 mit einem Wert von 2797. Seine beste Position auf Platz 2 der Weltrangliste hatte Tschigorin zwischen 1889 und 1897 in 17 Monatswertungen inne.